# 82 Pułk Piechoty Ochotników im. Księcia Walii
82 pułk piechoty ochotników im. Księcia Walii (ang. 82nd Regiment of Foot (Prince of Wales's Volunteers)) – pułk piechoty brytyjskiej sformowany w 1793 jak 82 pułk piechoty (82nd Regiment of Foot).
W 1802 włączono do niego pułk ochotników im. Księcia Walii (ang. The Prince of Wales's Volunteers), przez co oddział na wiele lat zyskał swoją dłuższą nazwę.
82 pułk piechoty ochotników im. Księcia Walii przestał istnieć w 1881.